# Can Bordoi
Can Bordoi és un conjunt arquitectònic de Llinars del Vallès (Vallès Oriental), catalogat com a bé cultural d'interès local.

## Història
Té el seu origen en un antic mas documentat des del segle xiii. Al capbreu de Riambau de Corbera (1410), el seu propietari reté vassallatge als senyors del Castell del Far: «[…] e que no entrarà en alguna ciutat, vila, castell ho loch privilegiats, transportant la sua habitació ho domicili, [...]» La condició de remences dels Bordiy va ser ratificada a la reunió que va tenir lloc el 3 de desembre del 1448 a la plaça de Llinars, a la què assistiren els homes del terme del Castell del Far, entre ells Joan Bordoy. En el fogatge de 1553 s'esmenta en Bordoy.
La família hi continuaria residint fins a la segona meitat del segle xix, segons consta al Nomenclàtor de 1863. En aquesta època, amb l'arribada del ferrocarril i l'obertura de la carretera de Llinars a Argentona, la zona va esdevenir un important centre d'estiueig per a la burgesia barcelonina. La finca va ser adquirida per Josep Comas i Masferrer (1842-1908), que el 1905 encarregà a l'arquitecte Marcel·lià Coquillat la torre d'estiueig d'estil noucentista, així com el jardí, les cavallerisses i un mirador. També comptava amb una capella, dedicada a Sant Cristòfol.
Josep Comas fou succeït per la seva filla Montserrat Comas i Masferrer, casada amb Lluís Marsans i Peix, president de la Banca Marsans. Aquest moriria el 1923, i cinc anys després, la seva esposa. La finca va anar a parar a mans de Josep Maria Vilaseca i Marcet i la seva esposa amb Teresa Roca i Formosa, que a partir dels anys 1960 la cedirien a diverses entitats de caràcter social, educatiu o cultural.
El 2025, una comunitat budista procedent de Tavertet s'hi ha establert a la casa, dedicant-la en part a residència per a creadors.

## Descripció

### Masia
L'antiga masia, de composició clàssica, actualment s'ha convertit en masoveria. És un edifici de tres crugies amb coberta a doble vessant i carener perpendicular a la façana. amb un cos afegit al darrere cobert amb doble vessant i carener descentrat. És de planta baixa, pis i golfes amb una composició simètrica de les obertures. El portal, situat al centre, és adovellat i s'hi accedeix mitjançant una escala de cinc graons de forma semicircular. S'acompanya a banda i banda de dues finestres de pedra, la de la dreta motllurada i amb ampit. Al primer pis s'obren dues finestres de pedra motllurada en cada costat amb un balcó al centre cobert amb una petita teulada a doble vessant i un rellotge de sol de forma ametllada. A les golfes s'hi observen tres obertures de recent manufactura.

### Torre noucentista
A la dreta del mas se situa la torre noucentista. Es tracta d'un edifici de planta quadrangular amb coberta composta, i consta de planta baixa, pis i golfes. A la part central s'hi alça una torre-mirador quadrada amb coberta a quatre vessants i garites als vèrtex coronades amb pinacles. De la façana principal hi sobresurt una galeria vidriada de formes ondulants a la qual s'accedeix per una escala de vuit graons de forma semicircular. La coberta constitueix el balcó del primer pis. A la façana de llevant sobresurt un cos de forma semicircular la coberta de la qual serveix de balcó d'una obertura lateral. La resta d'obertures combinen les formes rectangulars i compostes. A la façana posterior s'hi adossa un cos rectangular que serveix de terrassa del primer pis. Cal destacar l'ampli ràfec de fusta coronat per un acroteri al vèrtex del carener.

### Capella
Edifici aïllat de planta rectangular i de nau únicam precedida per un porxo d'una alçada inferior. Ambdós cossos estan coberts amb teulada a doble vessant. El porxo té l'accés per una obertura d'arc de mig punt que segueix un ritme amb les altres obertures laterals. Tot l'edifici està envoltat d'un sòcol de pedra. Té alguns elements decoratius de caràcter gòtic.

### Cavallerisses
A l'esquerra del mas hi ha les cavallerisses. Es tracta d'un edifici doble amb un cos al davant amb forma d'«U» de planta baixa coberta a una vessant. En un dels laterals s'hi alça una torre de planta poligonal amb coberta de pavelló. Al centre una gran porta de fusta coberta amb una teulada a doble vessant dona pas a un cos posterior en forma d'«L», cobert a doble vessant amb el carener paral·lel a la façana. En la cantonada nord se situa una segona torre de similars característiques a la del cos anterior però de planta circular. Té quantitat de portes que donen accés a les antigues quadres de cavalls.

### Tanca
Totes aquestes construccions se situen en una terrassa delimitada per murs d'obra de maçoneria revestits de pedra i coronats per una balustrada de formes ondulades. Al costat de llevant, el mur està coronat per un enreixat de ferro forjat profusament decorat.

### Mirador
Element arquitectònic aïllat, situat al jardí, en un desnivell del terreny a la cantonada nord-oriental del tancat. És de planta circular i s'aixeca per damunt de la tanca, s'hi accedeix per una escala adossada a la paret del mirador i pren forma de corba. Està fet amb el mateix aparell constructiu que la tanca i coberta amb una teulada irregular en forma de pèrgola amb coberta de rajoles col·locades en forma d'escames i sostinguda per quatre pilars metàl·lics.